# Hypselobarbus periyarensis
Hypselobarbus periyarensis är en fiskart som först beskrevs av Raj, 1941.  Hypselobarbus periyarensis ingår i släktet Hypselobarbus och familjen karpfiskar. IUCN kategoriserar arten globalt som starkt hotad. Inga underarter finns listade i Catalogue of Life.